# 1808

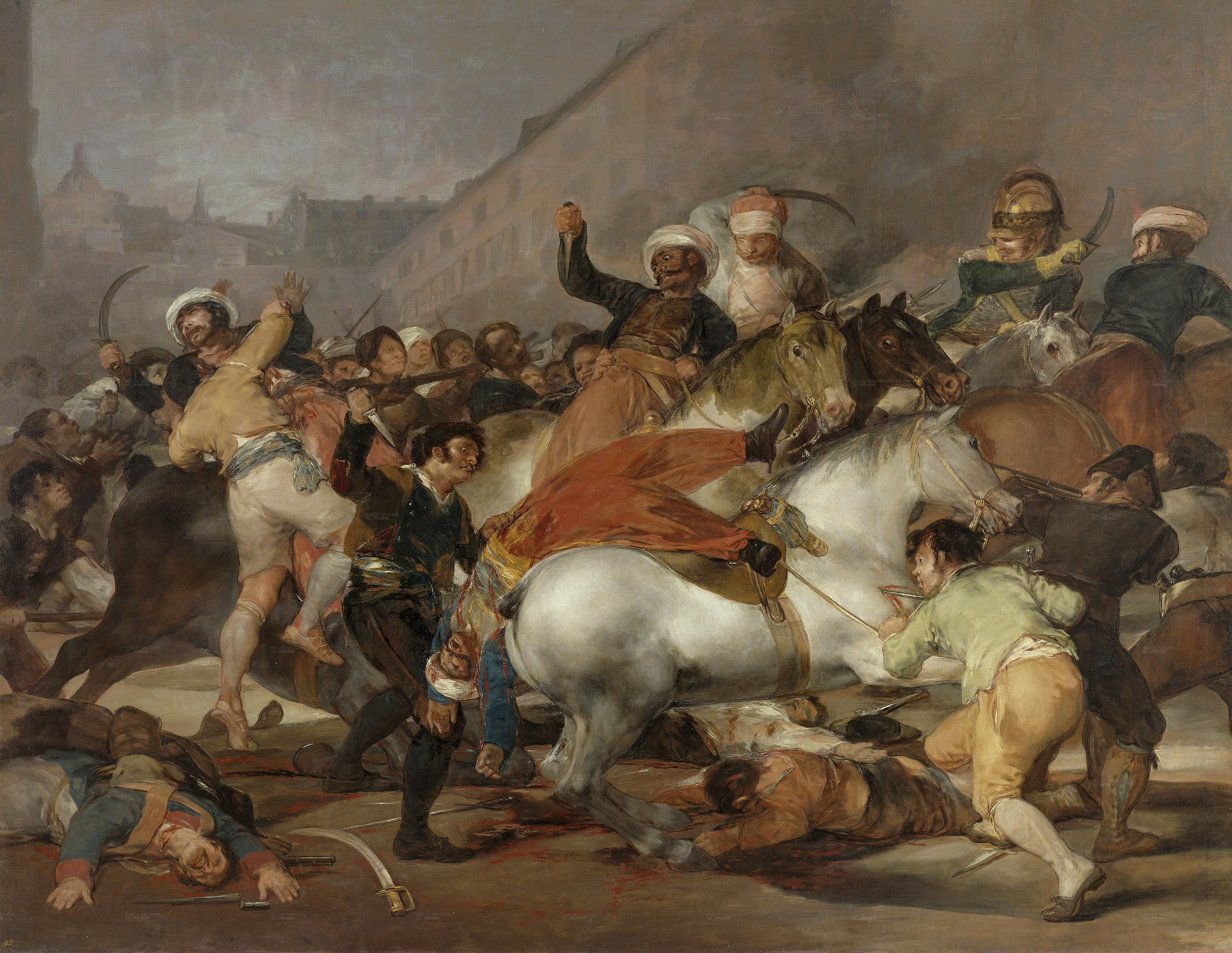
Dos de Mayos

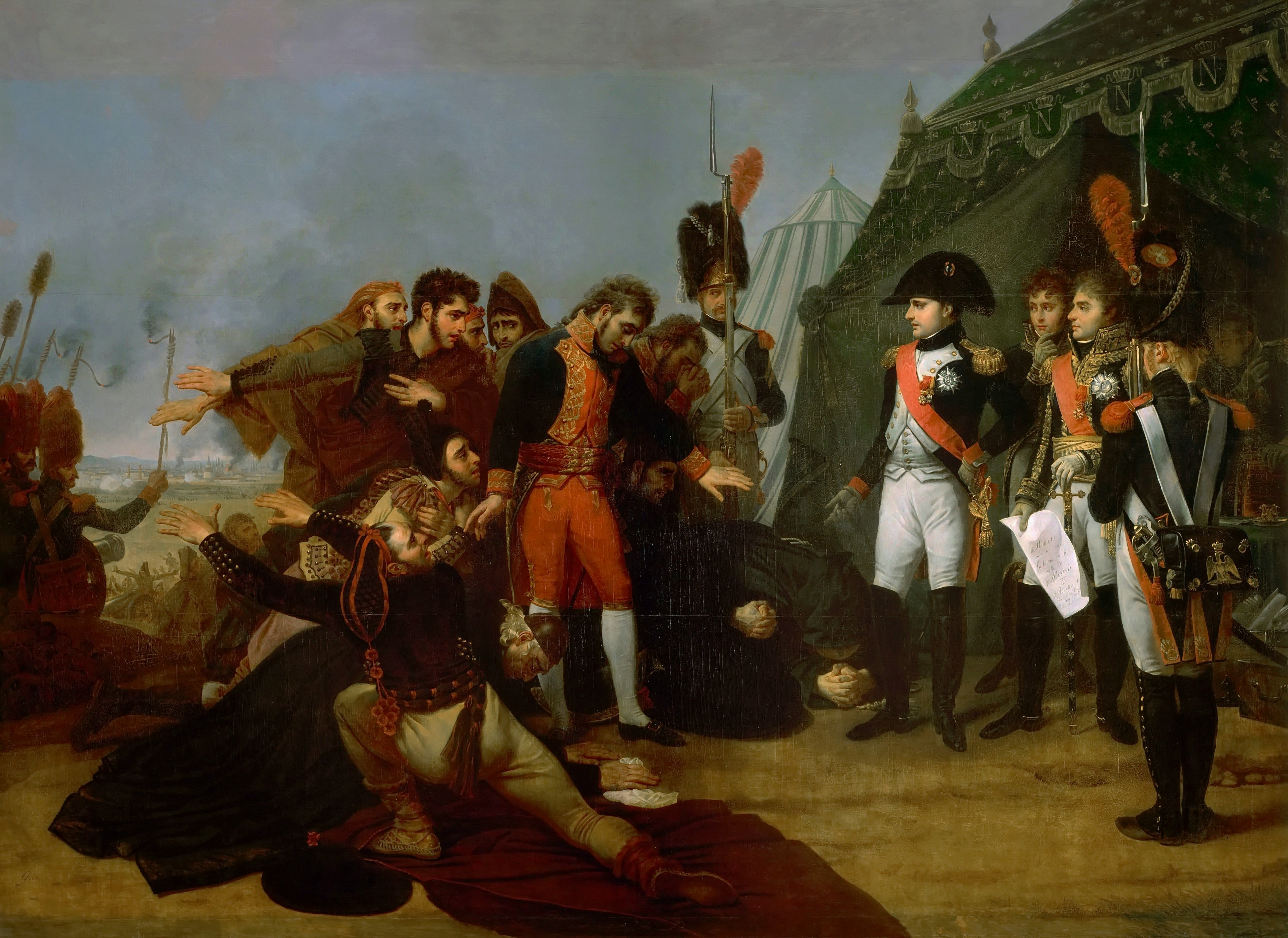
4 december: Madrid geeft zich over

Het jaar 1808 is het 8e jaar in de 19e eeuw volgens de christelijke jaartelling.

## Gebeurtenissen
januari
- 1 - Het verbod op de trans-Atlantische slavenhandel, oftewel de import van lijfeigenen uit het buitenland in de Verenigde Staten, waartoe in 1787 op de Constitutional Convention was besloten, wordt van kracht.
- 3 - Verdrag tussen Frankrijk en het groothertogdom Berg. Aan Berg toegevoegd worden: de abdij Essen, de abdij Werden, de abdij Elten, het graafschap Mark, het Pruisische deel van het voormalige prinsbisdom Münster, het graafschap Tecklenburg, het graafschap Lingen en de rijksstad Dortmund. Berg staat Wezel af aan Frankrijk, waarna inlijving bij Frankrijk volgt.
- 5 - De nieuwe gouverneur-generaal Herman Willem Daendels arriveert in Batavia. Zijn voornaamste opdracht is om eiland en archipel te beschermen tegen de Engelsen, en hij begint direct met de aanleg van de Grote Postweg. Door zijn spartaanse regime slaagt dit project binnen het jaar.
- 15 - Watersnood van 1808. Deze veroorzaakt overstromingen in Nederland en Vlaanderen. De Scheldedijk breekt en Antwerpen loopt onder water. Ook De binnenstad van Vlissingen loopt onder. 31 doden.
- 16 - Jacob van Eck wordt bij koninklijk besluit door Louis Bonaparte benoemd tot de eerste burgemeester van Arnhem.
- 21- Bij decreet van de Franse senaat wordt Vlissingen bij Frankrijk gevoegd, als deel van het arrondissement Eeklo in het Scheldedepartement. Daarmee wordt het Verdrag van Fontainebleau ten uitvoer gebracht tussen Napoleon en zijn broer de koning van Holland. Verder worden bij Frankrijk ingelijfd Wezel, Kastel en Kehl. Al deze plaatsen zijn van strategisch belang voor Frankrijk en vormen bruggenhoofden aan de overzijde van de Rijn of de Schelde.
- 26 - William Bligh, de gouverneur van New South Wales, wordt uit zijn ambt gezet door het New South Wales Corps, onder leiding van de ondernemer en militair John Macarthur. Deze staatsgreep staat bekend als de Rum Rebellion.
- januari - De koning van Holland, Lodewijk Napoleon, betrekt voorlopig het paleis aan de Wittevrouwenstraat in Utrecht.

februari
- 9 - Napoleon valt Spanje binnen.
- 18 - Het hertogdom Mecklenburg-Strelitz sluit zich aan bij de Rijnbond.
- 18 - De koning van Holland wijst de Rijnlandse roede aan als lengtemaat voor het hele rijk.

maart
- 1 - Groot-Brittannië beëindigt de slavenhandel in zijn overzeese gebieden, waaronder ook de bezette Nederlandse koloniën in het Caribisch gebied.
- 17 Napoleon laat drie "jodenbesluiten" afkondigen. De emancipatie wordt ingeruild voor een strak gekaderde gecontroleerde vorm van joodse staatsgodsdienst.
- 19 - Terwijl de Franse troepen oprukken naar Madrid ontstaan in het Spaanse kamp ongeregeldheden tussen de troepen van de koning en aanhangers van de kroonprins. Daarop treedt Karel IV af ten gunste van zijn zoon Ferdinand VIII.
- 19 - Verdrag tussen het koninkrijk Westfalen en het koninkrijk Saksen. Het ambt Sangerhausen komt terug aan Saksen in ruil voor een groot deel van het graafschap Mansfeld.
- 22 - Het hertogdom Mecklenburg-Schwerin sluit zich aan bij de Rijnbond.
- maart - Rusland bezet Helsinki.

april
- 1 - In Vlissingen doet de burgerlijke stand haar intrede
- 20 - Amsterdam wordt de hoofdstad van Nederland. Lodewijk Napoleon Bonaparte verhuist van Utrecht naar het Paleis op de Dam en zijn diensten verspreiden zich over de stad.
- 25 - Begin bouw van de Cité des Grandes Rames, een arbeiderswijk voor thuiswevers.

mei
- 2 - Spaanse opstand in Madrid tegen het gezag van Jozef Bonaparte. Ook bekend als Dia de la Independencia, of kortweg Dos de Mayo.
- 4 - Lodewijk Napoleon richt het Koninklijk Instituut op, de latere Koninklijke Nederlandse Akademie van Wetenschappen (KNAW).

juni
- 11 - Aanbesteding van De Boog, de stenen brug over het Winsumerdiep, die de dorpen Winsum en Obergum zal verbinden.

juli
- 14 - De Slag bij Medina de Rioseco betekent de eerste grote Franse overwinning in Spanje, die de heerschappij over het noordoosten van het Iberisch Schiereiland in Napoleons handen brengt.
- 15 - Joachim Murat staat het groothertogdom Berg af aan Frankrijk.
- 15 - Napoleon benoemt zijn zwager Joachim Murat tot koning van Napels.
- 19 - Slag bij Bailén: Het Fanse leger (ruim 23.000 man) onder bevel van generaal Pierre Dupont geeft zich bij Bailén na een vierdaagse veldslag over. Dupont wordt door de Spanjaarden gevangengenomen.

augustus
- 17 - Napoleon vraagt zijn broer Louis Bonaparte om de Hollandse brigade in Spanje naar Portugal te sturen, waar een Engels leger is geland.
- 21 - In de Slag bij Vimeiro verslaat Wellington de Franse bezetting van Portugal.
- 30 - Conventie van Sintra getekend tussen Franse en Britse troepen in Portugal. Engelse schepen zullen de Franse troepen met wapens en al naar hun land terugbrengen.

september
- 14 - Slag bij Oravais. Door hun numerieke overwicht verdrijven de Russen de Zweden uit het zuiden van Finland. Dit is het keerpunt in de Finse Oorlog.

oktober
- 14 - Het hertogdom Oldenburg sluit te Erfurt zich aan bij de Rijnbond.

november
- 13 - De vier Amsterdamse loges van de vrijmetselarij stichten het eerste Nederlandse blindeninstituut.

## Muziek
- Ludwig van Beethoven schrijft zijn Bagatelle in a mineur voor piano Für Elise
- Bernhard Henrik Crusell componeert Groot Concert No. 2 in f voor klarinet en orkest, opus 5

## Beeldende kunst

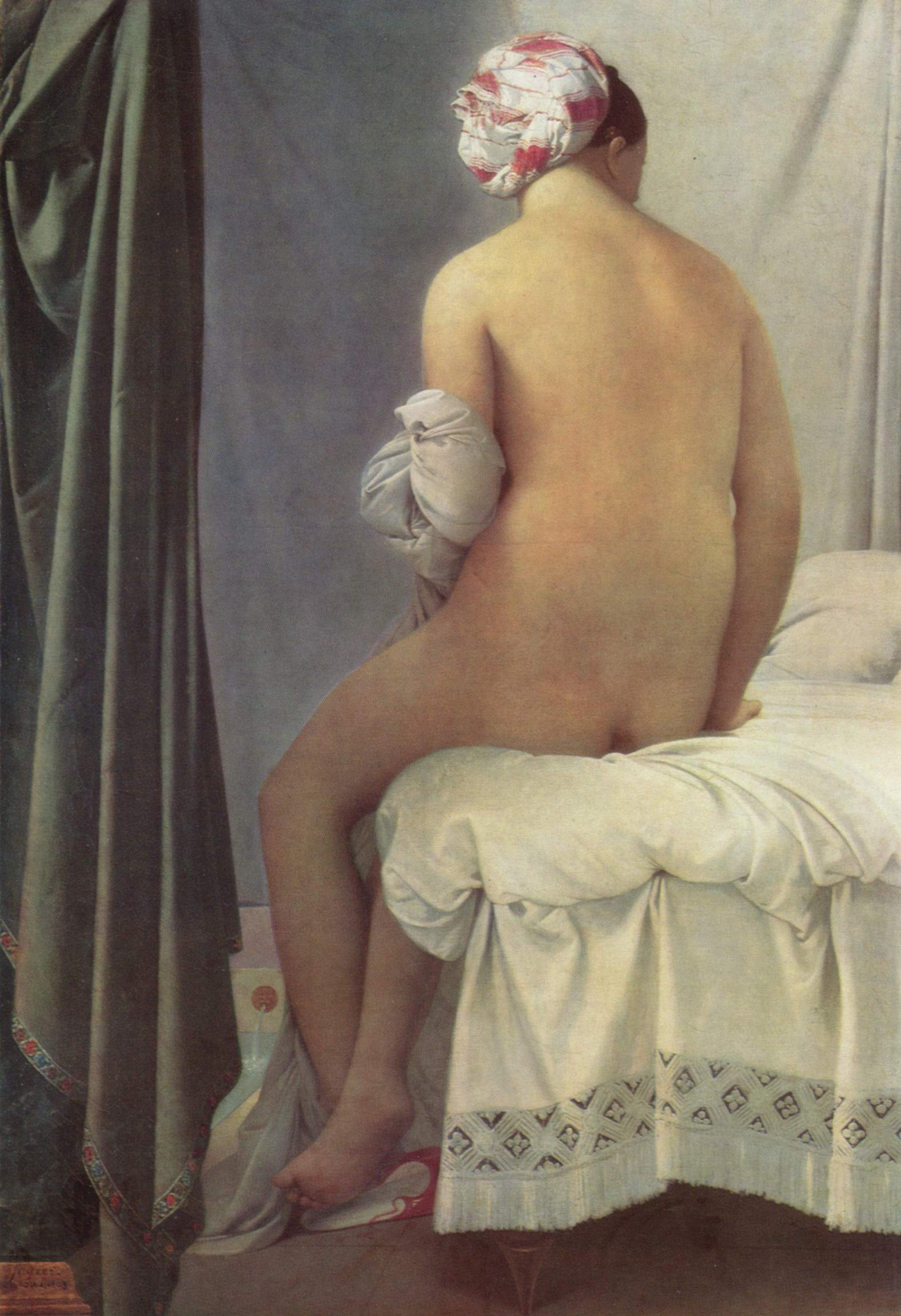
De baadster van Valpinçon (1808) Jean Auguste Dominique Ingres, Louvre

## Bouwkunst

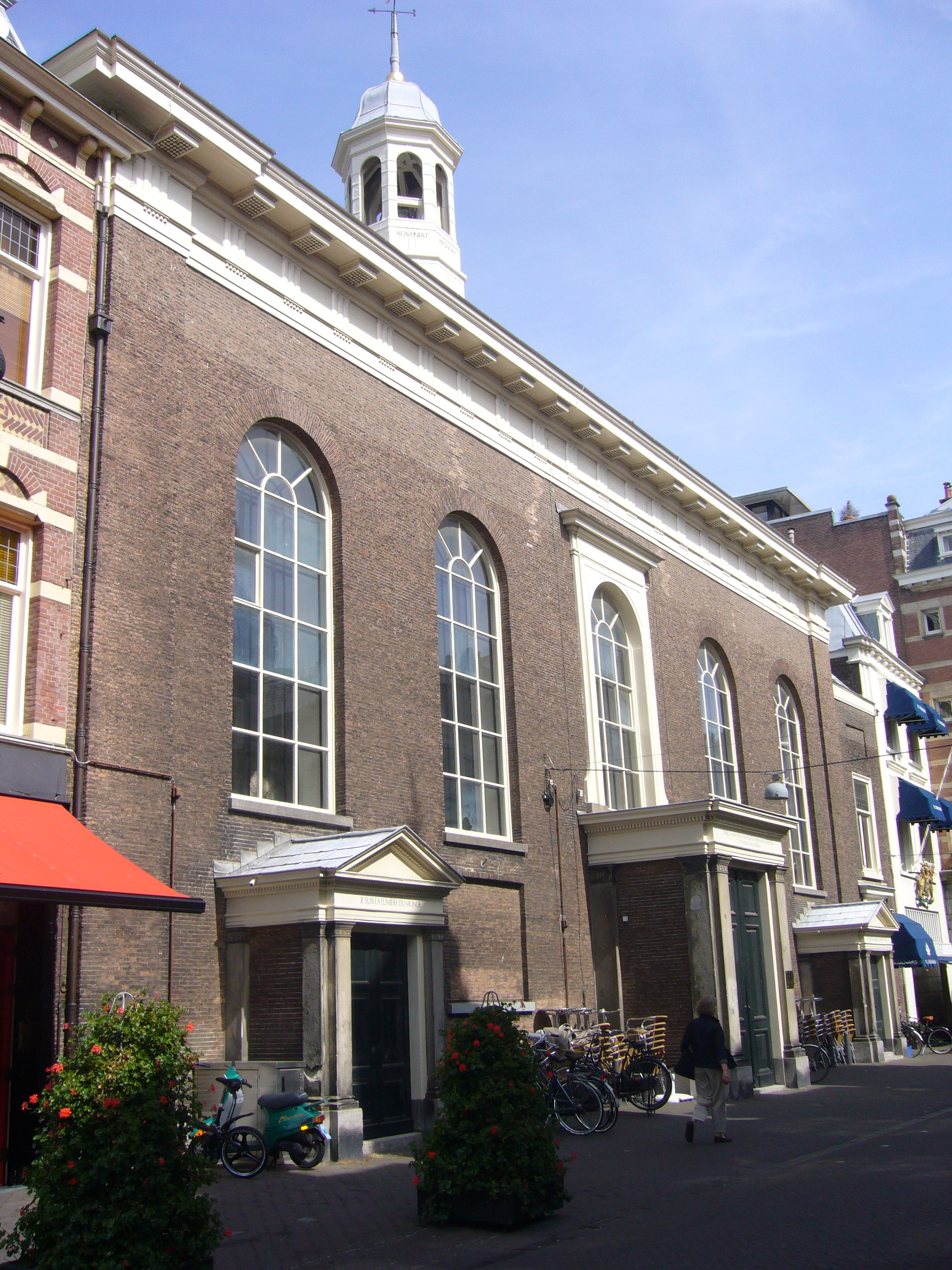
Waalse kerk (Den Haag) (1808) J. van Duijfhuijs
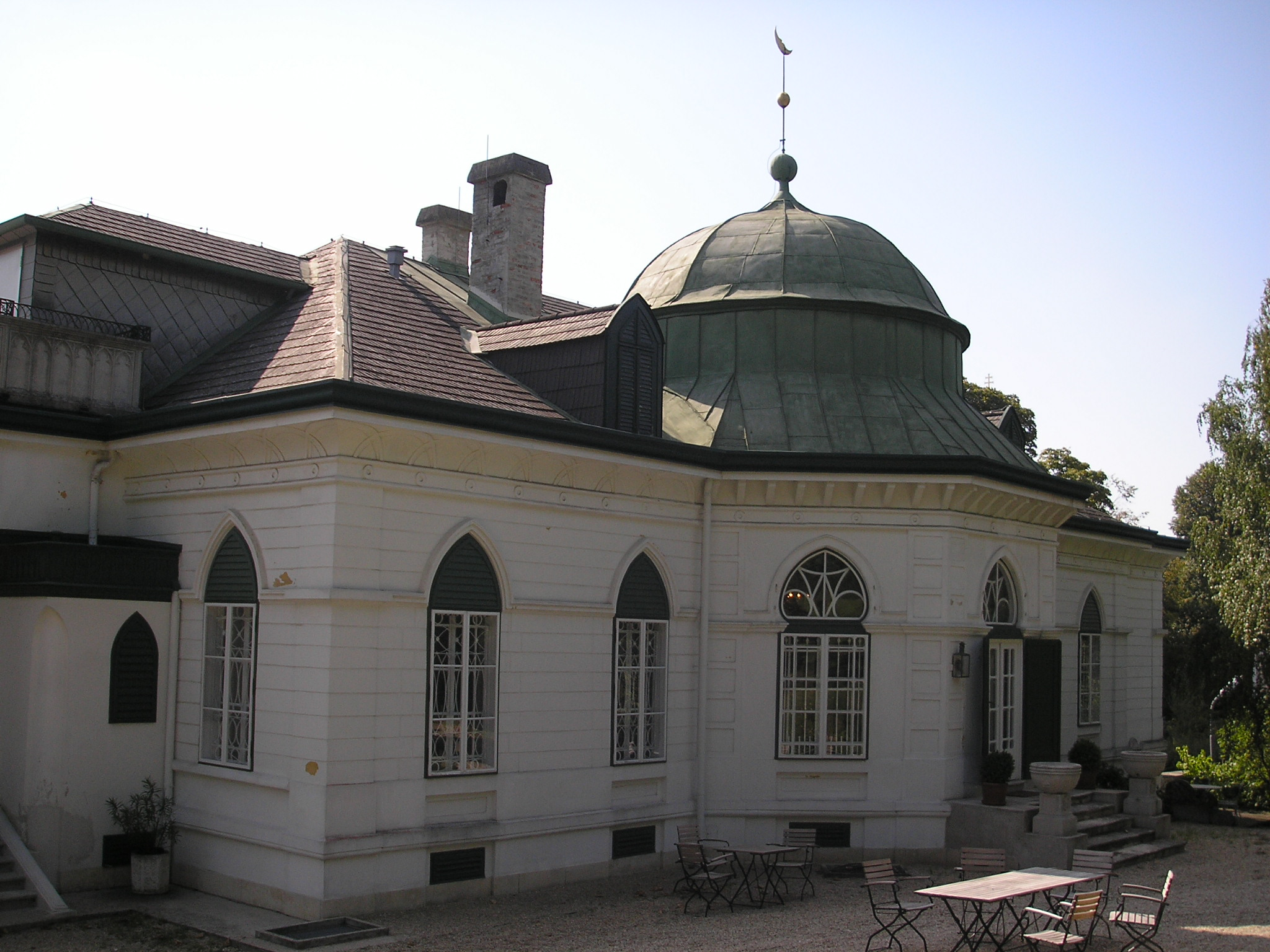
Geymüllerschlössel, (Wenen) (1808)

## Geboren
februari
- 4 - Josef Kajetán Tyl, Tsjechisch toneelschrijver (overleden 1856)
- 5 - Carl Spitzweg, Duits kunstschilder en dichter (overleden 1885)
- 15 - Carl Friedrich Lessing, Duits (landschaps)schilder (overleden 1880)
- 26 - Honoré Daumier, Frans cartoonist, schilder en beeldhouwer (overleden 1879)

maart
- 12 - Gerrit van der Linde, Nederlands dichter alias De Schoolmeester (overleden 1858)

april
- 9 - Philipp Christoph Zeller, Duits entomoloog (overleden 1883)
- 13 - Antonio Meucci, Italiaans ontwerper en vermoedelijke uitvinder van de telefoon (overleden 1896)
- 20 - Napoleon III, Frans keizer (overleden 1873)

juni
- 27 - Everhardus Johannes Potgieter, Nederlands schrijver (overleden 1875)

juli
- 13 - Patrice de Mac Mahon, Frans militair en president van de Franse Republiek (overleden 1893)
- 15 - Henry Edward Manning, Brits kardinaal en aartsbisschop (overleden 1892)

augustus
- 19 - James Nasmyth, Schots uitvinder van de stoomhamer (overleden 1890)
- 30 - Marie Ludovika Wilhelmina, Duits hertogin van Beieren, moeder van keizerin Elisabeth van Oostenrijk-Hongarije ("Sisi") (overleden 1892)

oktober
- 5 - Winand Staring, geoloog (overleden 1877)
- 6 - Frederik VII van Denemarken, koning van Denemarken (overleden 1863)
- 8 - Pieter Frederik van Os, Nederlands kunstschilder (overleden 1892)
- 29 - Caterina Scarpellini, Italiaans sterrenkundige (overleden 1873)

december
- 4 - Maximiliaan Jozef, Duits hertog van Beieren, vader van keizerin Sissi (overleden 1888)
- 16 - Jan Hendrik van Grootvelt, Nederlands kunstschilder en tekenaar (overleden 1855)
- 29 - Andrew Johnson, zeventiende president van de Verenigde Staten (overleden 1875)

Datum onbekend
- Copenhagen, het paard van Hertog van Wellington (overleden 1836)

## Overleden
februari
- 7 - Jan van Os (63), Nederlands kunstschilder

maart
- 13 - Christiaan VII (59), koning van Denemarken